# 26950 Legendre
26950 Legendre este o planetă minoră (asteroid), cu un diametru de 2,141 km, din centura de asteroizi. A fost descoperită pe 11 mai 1997 la Prescott Observatory⁠(d) de Paul G. Comba⁠(d) și a fost numită după Adrien-Marie Legendre. 
Obiectul prezintă o orbită caracterizată de o semiaxă mare de 2,3082718 UAi, o excentricitate de 0,09, o înclinație de 2,37647 ° în raport cu ecliptica.